# Matzendorf
Matzendorf es una comuna suiza del cantón de Soleura, situada en el distrito de Thal. Limita al norte con la comuna de Mümliswil-Ramiswil, al este con Laupersdorf, al sur con Rumisberg (BE) y Wolfisberg (BE), y al occidente con Aedermannsdorf.